# Fosforamidat-heksoza fosfotransferaza
Fosforamidat-heksoza fosfotransferaza (EC 2.7.1.62, fosforamidat-heksozna transfosforilaza, fosforamidna-heksozna transfosforilaza, fosforamidat:heksoza 1-fosfotransferaza) je enzim sa sistematskim imenom fosforamidat:D-heksoza 1-fosfotransferaza. Ovaj enzim katalizuje sledeću hemijsku reakciju
fosforamidat + D-heksoza {\displaystyle \rightleftharpoons } 3 + alfa-D-heksoza 1-fosfat
Ovaj enzim je aktivian na više heksoza.

## Literatura
- Nicholas C. Price; Lewis Stevens (1999). Fundamentals of Enzymology: The Cell and Molecular Biology of Catalytic Proteins (Third изд.). USA: Oxford University Press. ISBN 019850229X.
- Eric J. Toone (2006). Advances in Enzymology and Related Areas of Molecular Biology, Protein Evolution (Volume 75 изд.). Wiley-Interscience. ISBN 0471205036.
- Branden C; Tooze J. Introduction to Protein Structure. New York, NY: Garland Publishing. ISBN 0-8153-2305-0.
- Irwin H. Segel. Enzyme Kinetics: Behavior and Analysis of Rapid Equilibrium and Steady-State Enzyme Systems (Book 44 изд.). Wiley Classics Library. ISBN 0471303097.

## Spoljašnje veze
- Phosphoramidate---hexose+phosphotransferase на 